# Sammlung von sechs und zwanzig Schifffahrten in verschiedene Länder
Die  Sammlung von sechs und zwanzig Schifffahrten in verschiedene Länder bzw. kurz 26 Schifffahrten sind eine Buchreihe mit Reiseberichten. Sie wurde von dem holländischen Verleger Levinus Hulsius (1546–1606) in den Jahren 1598 bis 1660 in verschiedenen Auflagen und von seinen Erben publiziert. 
Eine jede der Schifffahrten beschreibt eine selbständige und unabhängige Reise. Unter den Berichten befinden sich unter anderem die Berichte der Ostindienfahrten von Verhoeff (11), die Entdeckungsreisen von Hudson in der Arktis und in Nordamerika (12), Harmors Geschichte von Pocahontas und Virginia (13), die Beschreibung von Neuengland durch John Smith (14), die Entdeckungsreisen um Südamerika und in den Pazifik durch Schouten und Spilbergen (16) sowie die Beschreibung Herreras von Südamerika (18).
Zur Reihe gehören folgende Werke (Kurztitel):

## Übersicht
- 1. Erste Schiffart In die Orientalische Indien / So die Holländische Schiff / im Martio 1595. außgefahren / und im Augusto 1597. wiederkommen / verzicht
- 2. Ander Schiffart In die Orientalische Indien
- 3. Warhafftige Relation der dreyen newen vnerhörten seltzamen Schiffart
- 4. Vierdte Schiffart Warhaffte Historien Einer Wunderbaren Schiffart Welche Ulrich Schmidel von Straubing gethan
- 5. Die Fünffte Kurtze Wunderbare Beschreibung Deß Goldreichen Königreichs Guianae
- 6. Sechste Theil kurtze Warhafftige Relation vnd beschreibung der wunderbarsten vier Schiffarten
- 7. Siebende Schiffahrt in das Goldreiche Königreich Guineam
- 8. Achte Schiffart oder kurze Beschreibung etlicher Reysen
- 9. Neundte Schiffart in Ost-Indien
- 10. Zehende Schiffart oder Reyse der Holländer und Seeländer in OstIndien
- 11. Eylffte Schiffart oder Kurtze Beschreibung einer Reyse so von den Holländern vnd Seeländern verrichtet worden
  - Eylffter Schiffart ander Theil Oder kurtzer Verfolg und Continuirung der Reyse
- 12. Zwölffte Schiffahrt Oder Kurtze Beschreibung der Newen Schiffahrt gegen NordOsten
- 13. Dreyzehente Schiffahrt Darinnen Ein Warhafftiger und Gründtlicher Bericht von dem itzigen Zustandt der Landtschafft Virginien
- 14. Viertzehende Schiffart Oder Gründliche und warhaffte Beschreibung deß Neuwen Engellandts
- 15. Fünffzehende Schiffart
- 16. Sechzehnte Schifffahrt Journal Oder Beschreibung der wunderbaren Reise Wilhelm Schouten von Hoorn in Holland verichtet
- 17. Die Siebenzehende Schiffart
- 18. Achtzehender Theil der Newen Welt
- 19. Die neuntzehende Schiffarth inhaltendt Fünff Schiffarthen Samuel Brauns
- 20. Zwanzigste Schiffahrt oder Gründliche vnd sattsame Beschreibung deß Newen Engellands
- 21. Die ein und zwantzigste Schifffahrt oder gruendliche und umbständliche fernere Beschreibung der vollkomnesten Landtschafft Brasilien
- 22. Die Zwey vnd Zwantzigste Schiffart Das ist Historische Eygentliche Beschreibung der Gewaltigen Mächtigen Schiffahrt
- 23. Die drey und zwantzigste Schiffahrt Eygentliche unnd außführliche Beschreibung der Reyse nach der Insel Malta
- 24. Die vier vnd zwantzigste Schiffahrt
- 25. Die fünff vnd zweyntzigste Schifffahrt Nach dem Königreich Chili in West-Jndien
- 26. Die XXVI. Schiff-Fahrt Beschreibung einer höchst-mühseligen vnd gantz gefährlichen Reyse